# 13732 Вудел
13732 Вудел (13732 Woodall) — астероїд головного поясу, відкритий 14 вересня 1998 року.
Тіссеранів параметр щодо Юпітера — 3,528.